# Dante Alighieri (1913)
«Данте Аліг'єрі» (італ. Dante Alighieri) — військовий корабель, лінійний корабель Королівських ВМС Італії часів Першої світової війни.

## Історія створення
У 1907 році командування ВМС Італії замовило розробку першого італійського лінкора з єдиним калібром артилерії. Завдання включало наступні вимоги: водотоннажність до 20 000 т; швидкість не менше 22 вузлів; бронювання - достатнє для захисту від фугасних снарядів на нормальній дистанції бою (30-40 кбт); протимінна артилерія - максимально можлива кількість 120-мм гармат.
Вже до кінця року провідні конструктори Едоардо Маздеа та Антоніо Калабретта підготували робочий проект. Розуміючи, що поки будуватиметься корабель, флоти країн-суперниць теж не будуть стояти на місці, конструктори вирішили закласти конструктивні переваги. Оскільки більшість тогочасних дредноутів мали бортовий залп з 8 гармат, було вирішено забезпечити італійському кораблі 1,5-кратну перевагу. Оскільки збільшення числа гармат вело до збільшення водотоннажності, потрібно будо розмістити всі 12 гармат таким чином, щоб забезпечити їм можливість стрільби на обидва борти.
Італійські конструктори запропонували нестандартне рішення - чотири тригарматні башти, рівномірно розміщені в діаметральній площині корабля. Таке розташування башт також спрощувало керування їх вогнем.
Наприкінці 1907 року проект був затверджений. Контрактна вартість корабля становила 57,2 млн. лір (або 2,27 млн. ф.с.), що було па пів мільйона більше будь-якого британського дредноута.
Корабель, який отримав назву «Данте Аліг'єрі», був закладений 6 червня 1909 року. Таким чином Італія стала першою країною Середземномор'я, яка розпочала будівництво дредноута. Але через слабкість індустріальної бази австро-угорський дредноут «Вірібус Унітіс», який був закладений через рік після «Данте Аліг'єрі» і спущений на воду через 10 місяців після італійського корабля, вступив у стрій на рік раніше.
«Данте Аліг'єрі» будувався три з половиною роки, і вступив у стрій 15 січня 1913 року. Вартість будівництва перевершила контрактну на 8 млн. лір, при цьому реальна водотоннажність корабля на 900 т перевищила проектовану.

## Конструкція

### Корпус та бронювання
Силует корабля мав властиву італійській школі кораблебудування симетрію: дві пари труб, рознесені вздовж корпусу, між якими розташовувались дві тригарматні башти головного калібру. Завдяки цьому здалека корабель нагадував два двотрубні кораблі. Прості та раціональні надбудови дозволяли уникнути збільшення «верхньої» ваги та забезпечували максимальну зручність використання артилерії. Носова частина мала таранний форштевень.
Головний броньований пояс йшов від барбета носової до барбета кормової башти і складався з двох частин. Нижній мав товщину 250 мм, поступово потоншуючись до 170 мм до нижньої кромки. Над ним розташовувався верхній шар плит товщиною 203 мм. Пояс замикався траверзами товщиною 100 мм в носовій частині і 76 мм в кормовій. Над поясом розміщувався каземат із 100-мм бронею.
Горизонтальний захист був розподілений між трьома палубами і майже всюди був двошаровим (верхній шар зі сталі високої міцності, нижній - зі звичайної корабельної сталі). Верхня та головна палуби мали товщину 24 мм (12 + 12) і 30 мм (18 + 12) відповідно. Нижня палуба мала товщину 24 мм (12 + 12) в межах броньового поясу, і 50 мм (25 + 25) на косах. 
Башти гармат головного калібру мали товщину 250 мм у добовій частині, дах - 150 мм, барбети над рівнем верхньої палуби мали товщину 220 мм, нижче - 120 мм. 
Артилерія середнього калібру захищалась 100-мм бронею, дах башт - 50 мм.
Захист від підводних вибухів забезпечувало потрійне дно, подвійний борт та поздовжні перебірки.
Загалом броневий захист «Данте Аліг'єрі» був досить посереднім. Загальна сама броні становила 4020 м, це близько 20 % від стандартної водотоннажності - найменше серед усіх кораблів дредноутного типу.
Дався взнаки традиційний принцип італійського кораблебудування, коли захист лінкорів приносився в жертву швидкості та озброєнню.

### Силова установка
Силова установка складалась з трьох турбогенераторів «Парсонс», які знаходились в середній частині корабля в одному відсіку, розділеному двома водонепроникними перебірками. В бортових машинних відділеннях турбіни високого та низького тиску підключались послідовно та приводили у рух зовнішні гребні вали. В центральному машинному відділенні турбіни високого та низького тиску підключались паралельно і приводили в рух лівий та правий внутрішні гребні вали відповідно. 
Пару для турбін виробляли 23 парові котли. 7 з них використовували нафту, решта - змішане паливо.
На випробуваннях 17 липня 1912 року лінкор досягнув швидкості 28,825 вузлів при потужності 34 860 к.с.

### Озброєння
305-мм гармати головного калібру «305/46 Mod. 1909» були розроблені британською фірмою Armstrong Whitworth і виготовлялись її відділенням в Неаполі. Гармати розміщувались у 4 тригарматних баштах: дві в середній частині корабля, між парами труб, одна в носовій частині корабля, і одна у кормовій.  
Протимінна артилерія складалась з 20 120-мм гармат «120/50 Mod. 1909». Вісім з низ розміщувались у 4 двогарматних баштах, розташованих побортно у носовій та кормовій частинах корабля. Але це рішення себе не виправдало: у свіжу погоду через бризки їх використання було неможливим. 
Артилерія малого калібру складалась з 16 76,2-мм гармат системи Віккерса, які могли бути встановлені у різних місцях корабля, та двох  40-мм гармати Vickers QF 2 і6 кулеметів.
Торпедне озброєння складалось 3 трьох підводних 450-мм торпедних апаратів. Два з них розміщувались перед носовою баштою, третій - в ахтерштевені.

### Модернізації
У 1913 році на лінкорі розмістили гідролітак Curtiss Model H, але після проведення серії дослідів його розміщення визнали недоцільним.
У 1916 році на даху носової бойової рубки встановили 4,5-метровий далекомір фірми «Triplex», а на кормовій рубці - 2,7-метровий далекомір. Кожна башта була обладнана своїм далекоміром. Таклж були демонтовані торпедні апарати та протичовнові сітки.
Наприкінці війни на лінкорі загалом було встановлено 12 76-мм гармат на дахах башт головного калібру, 4 76-мм зенітні гармати та два 40-мм зенітні автомати «Vickers-Terni».
У 1923 році на кораблі була встановлена нова тринога фок-щогла, її передня опора була зміщена вперед від носових труб, а висота самих носових труб була збільшена на 3 м.
У 1925 році на башті №3 було обладнане місце для розміщення літаючого човна Macchi М.18.

## Історія служби

### Перша світова війна
Під час Першої світової війни лінкор «Данте Аліг'єрі» входив до складу 1-ї дивізії лінкорів, а у 1916 році певний час перебував у складі 2-ї дивізії. За весь час війни корабель здійснив лише 4 виходи в море загальною тривалістю 62 ходові години.
По-справжньому бойовим був лише вихід в протоку Отранто для прикриття кораблів, які здійснювали обстріл Дураццо. У цьому виході на кораблі тримав прапор командувач флоту адмірал Паоло Таон ді Ревель. Решту часу лінкор перебував у гавані Таранто.

### Післявоєнна служба
9 листопада 1918 року корабель прибув у Венецію, у січні 1919 року здійснив візити у міста Фазана, Фіуме, Себеніко та Зара, які відійшли до Італії.
24 лютого 1919 року прибув у Полу для супроводу кораблів Австро-угорського флоту, які капітулювали. 
24 березня лінкор брав участь в «Параді перемоги» у Венеції.
З 20 травня 1919 року по 6 червня 1921 року лінкор перебув у Фіуме як стаціонер. У липні 1924 року на його борту король Віктор Емануїл III здійснив візит в Іспанію.
1 липня 1928 року лінкор «Данте Аліг'єрі» був виведений в резерв, 1 листопада того ж року виключений зі складу флоту та проданий на злам.

## Галерея

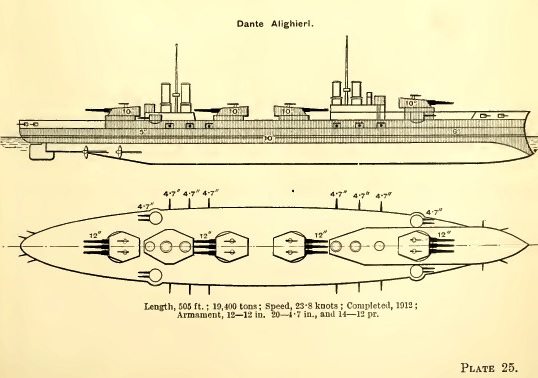
Схема корабля
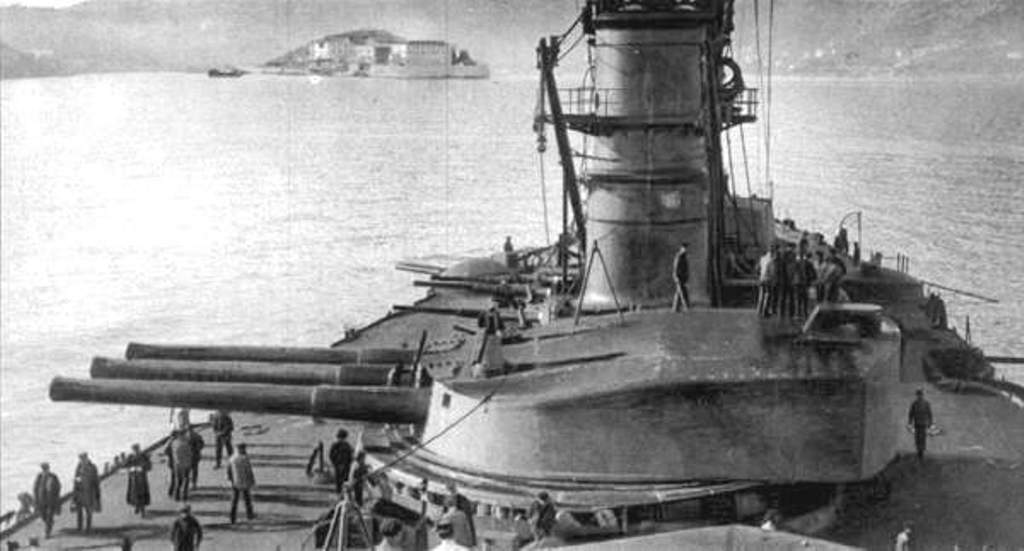
Гармати головного калібру
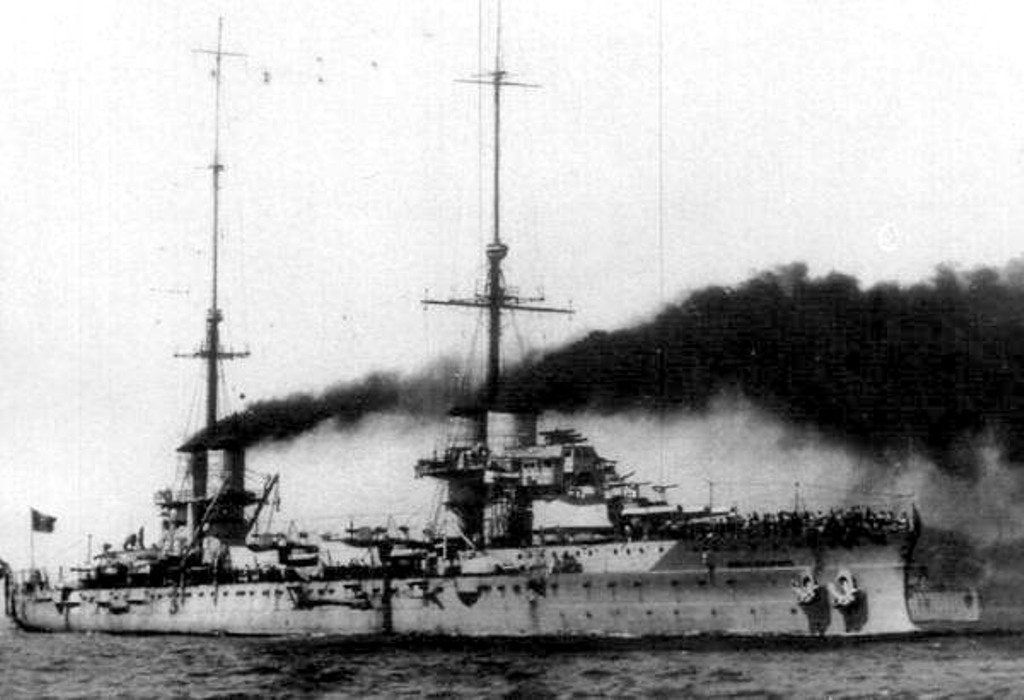